# Marilyn Marshall
Marilyn Marshall (nata Chapman; Wellington, 22 aprile 1949) è un'ex giocatrice di softball, dirigente sportiva, ex calciatrice e golfista neozelandese.

## Biografia
Nata nel 1949, ha praticato ad alto livello tre sport: softball, calcio e golf. È la sorella di Debbie Leonidas, anche lei calciatrice della nazionale.

## Softball
Ha esordito a 15 anni nelle White Sox, con le quali ha conquistato un bronzo ai mondiali e di cui è stata capitano fino al 1981.
È stata nominata giocatrice neozelandese del decennio 1967 – 1976 ed è inserita nella ISF Hall of Fame nel 1987.
Dopo il ritiro è restata nell'ambiente della nazionale come dirigente sportivo.

## Calcio
Marilyn Marshall faceva parte della squadra che ha inaugurato la storia delle Football Ferns il 25 agosto 1975, con l'esordio in AFC Women's Asian Cup, segnando una delle due reti con cui la Nuova Zelanda si impose su Hong Kong. La Nuova Zelanda vinse poi quell'edizione (la prima) della manifestazione.